# Gheorghe Ghyka Cantacuzene

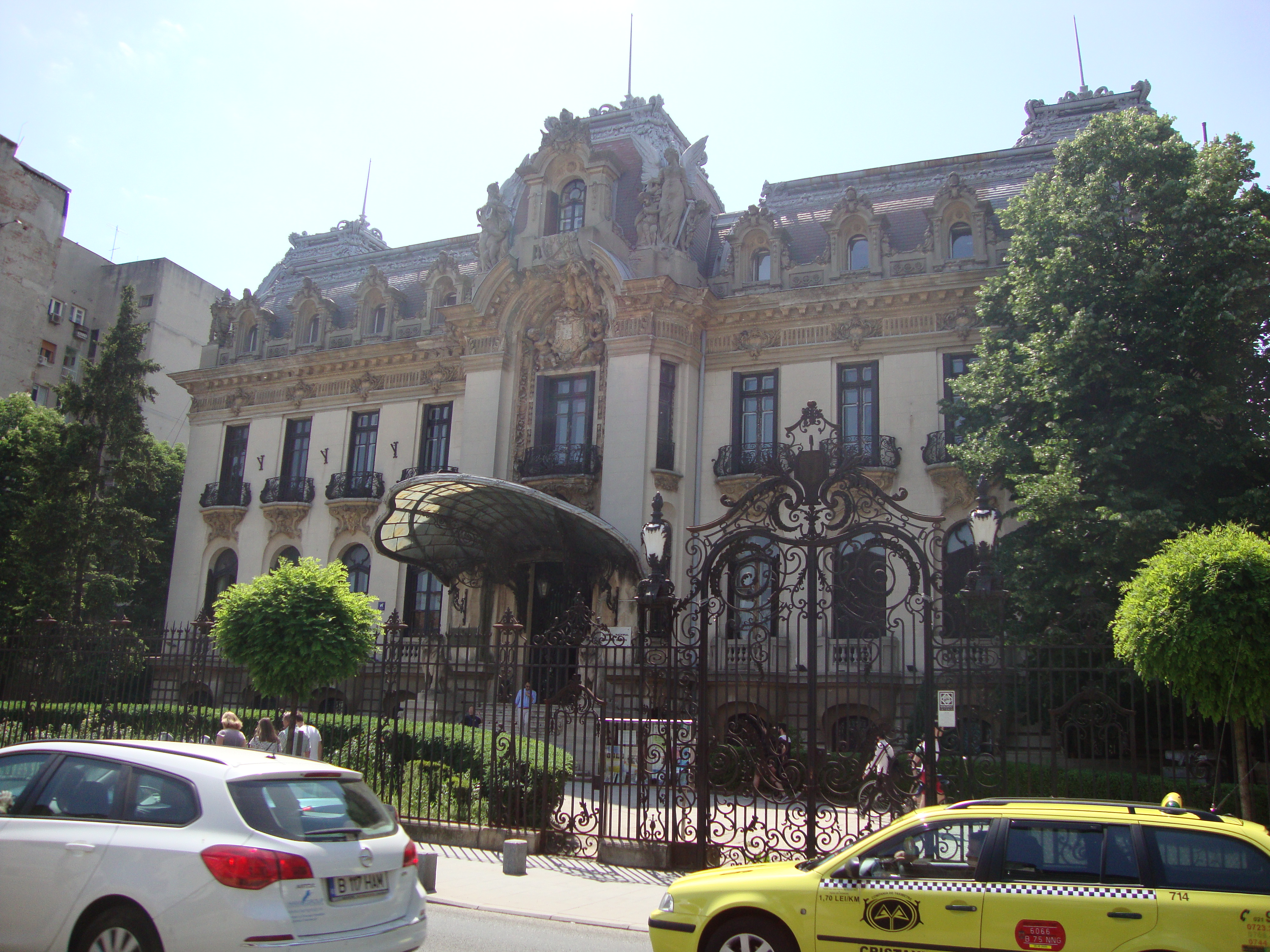
Die Cantacuzene-Familienvilla Palatul Cantacuzino in Bukarest beherbergt heute das Nationalmuseum George Enescu

Prinz (Prințul) Gheorghe Iorgu Ghyka Cantacuzene oder Cantacuzène, auch Prince Gheorghe Iorgu Ghica Cantacuzino (* 12. Mai 1902; † 14. Februar 1988 in San Diego) war ein rumänischer Adeliger und Autorennfahrer.

## Familie
Gheorghe Ghyka Cantacuzene war ein Mitglied der walachisch-rumänischen Adelsfamilien Cantacuzino (auch Cantacuzene), die von der früheren byzantinischen Kaiserfamilie Kantakuzenos abstammt, und Ghika (auch Ghica, Ghyka). Sein Großvater Gheorghe Grigore Cantacuzino war Bürgermeister von Bukarest und zwischen 1899 und 1907 zweimal Ministerpräsident des Königreichs Rumänien. Sein Vater war Nicolae Ghika (Ghyka) (1862–1943), seine Mutter Irina Cantacuzino (1869–1906). 
Gheorghe Ghyka Cantacuzene war der ältere Bruder von Ioan Ghyka Cantacuzene, der 1932 in Bukarest unter ungeklärten Umständen zu Tode kam. Als er selbst 1988 in den Vereinigten Staaten starb, hatte er seinen Bruder um 56 Jahre überlebt.

## Karriere als Rennfahrer
Wie sein Bruder war Gheorghe Ghyka Cantacuzene in den 1920er-Jahren als Rennfahrer aktiv. 1928 startete das Brüderpaar auf einem Chrysler 72 six beim 24-Stunden-Rennen von Le Mans. Im Ziel hatte das Duo 15 Runden Rückstand auf die Gesamtsieger Woolf Barnato und Bernard Rubin im Werks- Bentley 4 ½ Litre und erreichte den vierten Endrang.
Ghyka Cantacuzene war zwischen 1927 und 1929 bei fünf Grand-Prix-Rennen gemeldet und nahm an zwei dieser Veranstaltungen teil. 1927 startete er auf einem Bugatti T37 beim Grand Prix de Boulogne, einem Voiturette-Rennen, das Malcolm Campbell in einem Bugatti T39A gewann. Gheorghe Ghyka Cantacuzene fiel nach einem Unfall aus. Auch die Teilnahme am Großen Preis von Großbritannien 1927 auf der Rennbahn von Brooklands endete vorzeitig. Diesmal verursachte ein defekter Ansaugkrümmer den Ausfall.

## Statistik

### Le-Mans-Ergebnisse
| Jahr | Team                            | Fahrzeug        | Teamkollege            | Platzierung | Ausfallgrund |
| ---- | ------------------------------- | --------------- | ---------------------- | ----------- | ------------ |
| 1928 | Grand Garage Saint-Didier Paris | Chrysler 72 six | Ioan Ghyka Cantacuzene | Rang 4      |              |